# Paramount Global
Paramount Global (comunemente abbreviato in Paramount) è stato un conglomerato dei media statunitense con sede a New York. La multinazionale è stata creata dalla fusione tra CBS Corporation e Viacom il 4 dicembre 2019; le due società erano nate entrambe dalla scissione della "vecchia" Viacom il 2 gennaio 2006. La società aveva interessi nel settore cinematografico, televisivo, editoriale e nei media digitali.
Paramount era proprietaria di Paramount Pictures, CBS, MTV, Nickelodeon, BET, Comedy Central, Paramount+, Showtime, Pluto TV, Simon & Schuster e di una partecipazione del 12,5% in The CW (joint venture con Warner Bros. Discovery e Nexstar Media Group). Attraverso Paramount Networks International, era proprietaria delle reti Channel 5 (Regno Unito), Network Ten (Australia), Telefe (Argentina) e Chilevisión (Cile). Nel periodo dal 2011 al 2023, la divisione ha detenuto una quota del 30% nello studio italiano Rainbow.
La società gestiva circa 170 reti e raggiunge circa 700 milioni di abbonati in circa 160 paesi, con una capacità di produzione su scala globale e oltre 13 miliardi di dollari in termini di investimenti annuali in contenuti.
Nel 2024, Paramount Global era al centro di accese trattative per una fusione o acquisizione. Dopo un accordo preliminare fallito con Skydance Media a giugno, le due società hanno trovato un nuovo accordo a luglio. Skydance acquisirà National Amusements, la società madre di Paramount, e si fonderà con Paramount Global, creando un colosso mediatico. La transazione si è conclusa il 7 agosto 2025, creando Paramount Skydance Corporation.

## Contesto
Nel 1952 CBS crea CBS Films, una divisione che gestisce i diritti di “syndication’’ per il magazzino delle serie televisive dell’emittente. La divisione sarà ribattezzata CBS Enterprises Inc. nel gennaio 1968, per poi essere rinominata Viacom nel 1971, quando verrà scissa a sua volta, in ottemperanza alle nuove regole promosse dalla Commissione federale per le comunicazioni (Federal Communication Commission), che proibivano alle reti televisive di possedere società di syndication (le regole verranno successivamente abrogate). Nel 1986 Viacom viene acquisita dalla National Amusements, holding operante nel settore dei media e dell’intrattenimento. Nel 1998 Viacom effettua la più grande acquisizione della sua storia annunciando il progetto di fusione con la sua ex società madre, CBS Corporation (ex Westinghouse Electric Corporation, fusasi con la CBS nel 1994). La fusione viene completata nel 1999, comportando la riunificazione della CBS con la sua ex divisione di syndication. Il 2 gennaio 2006 Viacom viene divisa in due società: CBS Corporation, che assume i diritti e gli obblighi della società precedente, e una nuova Viacom come società scorporata.

## Storia

### Dal 2016 al 2019
Il 29 settembre 2016 la National Amusements invia una lettera alla Viacom e alla CBS Corporation, spingendo le due società a fondersi nuovamente in un unico soggetto. Il 12 dicembre successivo l'accordo viene però annullato. Il 12 gennaio 2018 la CNBC (joint venture tra la NBC e la Cablevisión) riferisce che la Viacom è rientrata nelle trattative per una nuova fusione con la CBS Corporation dopo l’annuncio che la rivale AT&T avrebbe realizzato la fusione con Time Warner e l’annuncio che la Disney avrebbe acquisito la 21st Century Fox. Un altro dei motivi alla base della fusione è la forte concorrenza di Netflix e Amazon che le due società devono fronteggiare. Poco tempo dopo, viene riferito che la nuova società potrà essere un pretendente per l’acquisizione dello studio cinematografico Lionsgate. Viacom e Lionsgate erano interessati all'acquisizione della Weinstein Company. La Viacom è stata citata come uno dei 22 potenziali acquirenti della società del produttore cinematografico. Il 30 marzo la CBS fa un'offerta di azioni leggermente al di sotto del valore di mercato di Viacom, proponendo in cambio il mantenimento dei dirigenti CBS, tra cui il presidente e AD di lunga data, Les Moonves, nelle loro posizioni. La Viacom respinge l'offerta come troppo bassa, chiedendo un aumento di $ 2,8 miliardi dell’investimento e l’assegnazione della carica di direttore operativo a Robert Bakish (presidente e AD di Viacom). Il motivo di questi conflitti è l’ambizione di Shari Redstone (presidente della National Amusements e vicepresidente della Viacom) di raggiungere un maggiore controllo sulla CBS e sulla sua leadership.
Il 14 maggio la CBS Corporation fa causa alla National Amusements e accusa Shari Redstone di aver abusato del suo potere di voto nella società e di aver forzato una fusione che non era voluta né da essa né dalla Viacom. La CBS lo accusa anche di scoraggiare la Verizon Communications dall'acquisirla, il che potrà essere utile per gli azionisti.
Il 23 maggio Les Moonves dichiara che i canali della Viacom sono "fonte di sventura” e sebbene favorisca più contenuti tramite CBS All Access, ritiene che ci siano accordi migliori per la CBS rispetto all'accordo Viacom, come la Metro-Goldwyn-Mayer, la Lionsgate o la Sony Pictures. Inoltre Moonves considera Bakish una minaccia perché non vuole un alleato di Shari Redstone come membro del consiglio di amministrazione della nuova società.
Il 9 settembre Les Moonves lascia la CBS dopo molteplici accuse di violenza sessuale. La National Amusements conviene di non effettuare alcuna proposta di fusione CBS-Viacom per almeno due anni dopo la data dell'accordo.
Il 30 maggio 2019 la CNBC riferisce che la CBS Corporation e la Viacom esploreranno le discussioni sulla fusione a metà giugno. Il consiglio di amministrazione della CBS viene rinnovato inserendo persone favorevoli alla fusione. La nuova fusione diventa possibile con le dimissioni di Moonves, oppostosi a tutti i tentativi precedenti. I colloqui iniziano dopo le voci secondo cui la CBS ha acquisito la Starz Inc. dalla Lionsgate. Fonti di stampa affermano che la CBS e la Viacom avrebbero fissato l'8 agosto come scadenza ufficiosa per raggiungere un accordo per unire le due società di comunicazione. La CBS annuncia l'acquisizione della Viacom nell'ambito dell'operazione di fusione fino a 15,4 miliardi di dollari. Il 2 agosto viene riferito che la CBS e la Viacom accettano di fondersi nuovamente in un'unica impresa. Entrambe le imprese raggiungono un accordo sul gruppo dirigente dopo la fusione, con Robert Bakish come AD della nuova società, mentre Joseph Ianniello (presidente e AD ‘’ad interim’’ della CBS), guiderebbe le attività del marchio CBS. Il 7 agosto la CBS e la Viacom comunicano separatamente i loro guadagni trimestrali man mano che i colloqui sulla fusione continuano.

### Il processo di fusione
Il 13 agosto la CBS e la Viacom annunciano ufficialmente la loro fusione. La società risultante si chiamerà ViacomCBS. Shari Redstone sarà anche presidente del nuovo soggetto, conservando la carica di presidente di National Amusement. A seguito dell'accordo di fusione, la Viacom e la CBS annunciano congiuntamente che la transazione si concluderà alla fine del 2019, in attesa delle approvazioni delle autorità regolatorie e degli azionisti. La fusione, infatti, deve essere approvata dalla Federal Trade Commission. Il 28 ottobre la fusione viene approvata da National Amusements, che poi annuncia che l'accordo sarà chiuso all'inizio di dicembre. La nuova società scambierà le sue azioni nel NASDAQ con gli acronimi "VIAC" e "VIACA" dopo che CBS Corporation avrà annullato le sue azioni alla Borsa di New York. Il 25 novembre la Viacom e la CBS annunciano che la fusione si chiuderà il 4 dicembre e le azioni inizieranno ad essere scambiate sul NASDAQ il giorno dopo. Il 4 dicembre Bakish conferma che la fusione Viacom-CBS è cosa fatta.

### Paramount Global
Durante la chiamata degli azionisti del 15 febbraio 2022, ViacomCBS annuncia che dal giorno successivo avrebbe cambiato nome in Paramount Global (semplicemente come Paramount).
A seguito del rebranding, viene abbandonato il nome "ViacomCBS" anche da tutte le divisioni del gruppo.

### Negoziati e fusione con Skydance
Il 20 dicembre 2023, David Zaslav, CEO di Warner Bros. Discovery, ha discusso una possibile fusione con Bob Bakish, secondo Axios e The New York Times. Tuttavia, i colloqui erano preliminari e potevano non portare a un accordo.
Nel gennaio del 2024, è stato riportato da varie fonti che Skydance Media era interessata a una possibile acquisizione di National Amusements, azionista di maggioranza di Paramount Global. Il 27 febbraio, la CNBC ha riferito che WBD ha interrotto le trattative con Paramount.
Il 29 aprile 2024, Bob Bakish si è dimesso da Presidente e CEO di Paramount, sostituito da un ufficio dell'amministratore delegato. Il Los Angeles Times ha riportato che Bakish è stato estromesso da Shari Redstone per la sua opposizione all'accordo con Skydance.
Il 3 aprile 2024, le due aziende hanno annunciato l’avvio di un periodo esclusivo di negoziazione di 30 giorni per discutere della potenziale acquisizione, con un’offertada 2 miliardi di dollari.
Il successivo, al termine delle trattative in esclusiva, nonostante non si fosse arrivati a un accordo, si è deciso di estendere le discussioni per un ulteriore periodo di valutazione. Il 4 maggio, Paramount ha iniziato trattative anche con Sony e Apollo.
Il 3 giugno 2024, Paramount e Skydance hanno concordato i termini di una fusione, ma l'accordo non è stato approvato formalmente da National Amusements. L'11 giugno, National Amusements ha annunciato il fallimento dell'accordo con Skydance.
Il 7 luglio 2024, a seguito di una riapertura delle contrazioni, viene annunciato che le due parti hanno trovato un accordo per l’acquisizione di National Amusements per 8 miliardi di dollari. La fusione tra Skydance Media e Paramount Global è stata completata il 7 agosto 2025.

## Divisioni
Paramount Global era suddivisa in sei principali divisioni:
- Paramount Pictures: gestiva la produzione e la distribuzione cinematografica della società; oltre a Paramount Pictures, la divisione produce anche film con le etichette Paramount Animation e Paramount Players. La divisione si occupava anche della produzione di programmi televisivi attraverso Paramount Television Studios.
- Paramount Media Networks: gestiva i canali televisivi a pagamento di proprietà della Paramount negli Stati Uniti, come MTV, Nickelodeon, Showtime, BET, Comedy Central, TV Land, Paramount Network, Logo TV, CMT, Pop TV, Smithsonian Channel, VH1, The Movie Channel, e Flix. La divisione controllava anche le case di produzione legate ai canali sopra elencati.
- Paramount International Networks: gestiva le versioni internazionali dei canali nazionali dell'azienda, nonché reti regionali come l'inglese Channel 5, l'australiana Network 10, l'argentina Telefe e la cilena Chilevisión. Questa unità gestiva anche tutti i canali a marchio CBS in tutta Europa, che sono in comproprietà con AMC e possedeva il 49% di Viacom 18.[32] La divisione possiede il 30%[33] della società italiana Rainbow S.r.l..
- Paramount Streaming gestiva i servizi di streaming over-the-top globali Paramount+, Pluto TV, Showtime, CBSN, CBS Sports HQ, BET+ e Noggin.
- Paramount Global Distribution Group: gestiva la distribuzione globale di tutti i programmi prodotti da tutti gli studi di produzione Paramount.
- CBS Entertainment Group: gestiva tutte le attività a marchio CBS, tra cui il canale CBS, CBS News, CBS Sports, CBS Studios, CBS Media Ventures, Big Ticket Television e CBS News and Stations. La divisione possedeva anche il 12,5% del canale The CW.[34]